# Scaptomyza chauliodon
Scaptomyza chauliodon är en tvåvingeart som först beskrevs av Hardy 1965.  Scaptomyza chauliodon ingår i släktet Scaptomyza och familjen daggflugor. Inga underarter finns listade i Catalogue of Life.